# غودلاك جوناثان
غودلاك جوناثان (بالإنجليزية: Goodluck Ebele Jonathan)‏ (20 نوفمبر 1957 -)، رئيس نيجيريا منذ 6 مايو 2010 إلى 30 مارس 2015 حيث فاز في الانتخابات محمد بخاري وخسارة منصب رئيس الجمهورية. قبل ذلك كان قد تولى منصب نائب الرئيس بالفترة من 29 مايو 2007 إلى تاريخ تسلمه الحكم، وفي الفترة الأخيرة من حكم سلفة عمر يارادوا تولى إدارة شئون الحكم كقائم بأعمال الرئيس، وذلك بالفترة من 9 فبراير إلى 6 مايو 2010. وكان مجلس الشيوخ قد قرر في 9 فبراير 2010 لنقل سلطات الرئيس إليه كونه نائبًا للرئيس وذلك بسبب مرض الرئيس عمر يارادوا.
وفي انتخابات 30 مارس 2015 فاز محمد بخاري بمنصب رئيس الجمهورية ليفوز على جوناثان هزيمة ساحقة لينتهي بذلك عهده. وقد أعلن عن فوز بخاري في الأول من نيسان في نفس العام.

## روابط خارجية
- غودلاك جوناثان على موقع الموسوعة البريطانية (الإنجليزية)
- غودلاك جوناثان على موقع مونزينجر (الألمانية)
- غودلاك جوناثان على موقع إن إن دي بي (الإنجليزية)